# Alec Chamberlain
Alec Chamberlain (n. 20 iunie 1964, Ramsey⁠(d), Anglia, Regatul Unit) este un fost fotbalist englez care juca pe poziția de portar.
În prezent, activează la clubul Watford ca antrenor de portari.
Pe durata carierei sale de 25 de ani, el a evoluat în 788 de meciuri de campionat, dintre care ultimii 11 ani și 247 de meciuri le-a jucat pentru Watford.

## Palmares

### Club
FC Liverpool
- Football League Cup Câștigător (1): 1994–95

Sunderland AFC
- Football League Division One Câștigător (1): 1995–96

Watford FC
- Football League Division One Câștigător de play-off (1): 1998–99
- Football League Division Two Câștigător (1): 1997–98

### Individual
- PFA Team of the Year (1): 1997–98[5]
- Colchester United Player of the Year (1): 1985[6]
- Watford Player of the Season (2): 1997–98, 2001–02